# Juliusz Betting
Juliusz Betting (ur. 21 czerwca 1866 we Wrocławiu, zm. 17 listopada 1935 w Lesznie) – polski budowniczy instrumentów muzycznych, właściciel Fabryki Fortepianów i Pianin Teodor Betting w Kaliszu.

## Życiorys
Był synem Teodora, wytwórcy fortepianów, i Alicją z Ketschkerów, . Uczył się w szkole powszechnej w Kaliszu, od 1891 praktykował kolejno u ojca w Kaliszu oraz w wytwórni Bechsteina w Berlinie. Fabrykę ojca przejął w 1902. Produkowane przez niego instrumenty zdobywały nagrody i dyplomy na europejskich wystawach (Paryż 1905, Antwerpia 1906). Fabryka uległa zniszczeniu w czasie I wojny światowej.
Betting wznowił działalność w 1921 w Lesznie. Sprowadził specjalistów z Kalisza, unowocześnił linię produkcyjną, nabywał patenty. Wprowadził do oferty małe pianino gabinetowe. Założył sklepy fabryczne w Częstochowie, Poznaniu i Wilnie, instrumenty eksportował do Niemiec, Rosji, na Litwę i Łotwę. Do 1939 firma wyprodukowała około 18 tysięcy fortepianów, w 1930 zdobywając złoty medal na międzynarodowej wystawie w Brukseli.
Należał do Towarzystwa Przyjaciół 17 Pułku Ułanów Wielkopolskich im. Bolesława Chrobrego w Lesznie. W 1931 przekazał prowadzenie fabryki synowi Teodorowi (ur. 1897). Zmarł 17 listopada 1935 w Lesznie, został pochowany na miejscowym cmentarzu przy ulicy Kąkolewskiej. Był od 1896 żonaty z Alicją z Kretschkerów, oprócz syna Teodora miał córkę Jadwigę, zamężną z Karolem Mayem.